# ジェニー (ゴリラ)
ジェニー（Jenny the Gorilla、1953年頃 - 2008年9月4日）は、アメリカ合衆国テキサス州のダラス動物園で飼育されていたメスのニシローランドゴリラである。55歳まで生存したジェニーは、国際種情報システム（en:International Species Information System）によって飼育下における最高齢のゴリラと確認された個体であった。

## 生涯
ジェニーは野生の状態で誕生したため、厳密な出生日は不明である。1957年にダラス動物園が購入し、一生をここで過ごすことになった。
1965年にジェニーはヴィッキー（メス）を出産したが、再度の妊娠には失敗していた。その結果は、アメリカ合衆国におけるゴリラの更年期障害に関する研究の一端となった。ヴィッキーは5歳の時にアルバータ州（カナダ）の動物園に移送された。
ジェニーはその生涯を通じて比較的健康な個体であり、体重は218ポンド（約98.88キログラム）を量った。優しい性質の持ち主であり、周りにいる人々を楽しませていた。ジェニーは飼育場にあるイチジクの木の下で居眠りしているところがしばしば見かけられていた。
2008年5月にジェニーは55歳を迎え、ダラス動物園はその祝いとして冷凍フルーツのバースデーケーキをジェニーに贈った。しかし、ジェニーは手術不能の胃腫瘍と診断された。腫瘍のために飲食できない状態が続き、衰弱が著しかったために動物園の関係者は9月4日の夜に安楽死させることを決めた。
ゴリラは通常、野生では30-35年の平均寿命とされるが、生息環境の良い飼育下ではより長く生存が可能である。55歳まで生存したジェニーは、世界中の約700の動物園などが登録している国際種情報システムによって2008年早々に飼育下における最高齢のゴリラと確認されていた。